# Smederevo
Smederevo (tiếng Serbia: Смедерево) là một thành phố Serbia. Thành phố Smederevo có diện tích km2, dân số là 77.808 người (theo điều tra dân số Serbia năm 2002) còn dân số cả khu tự quản là 109.809 người. Đây là thủ phủ hành chính của quận Podunavlje. Lịch sử khu vực định cư này bắt đầu từ thế kỷ 1 trước Công nguyên với việc chiếm đóng của Đế chế La Mã, khi đó ở đây có thị trấn Vinceia. Thành phố hiện nay có lịch sử từ thời cuối Trung cổ khi nó là thủ phủ (1430–1439 và 1444–1459) của quốc gia Serbia trước khi bị Đế quốc Ottoman chiếm đóng.

## Thành phố kết nghĩa
- Pale, Bosnia Herzegovina
- Volos, Hy Lạp
- Đường Sơn, Trung Quốc[3][4][5]
- Herceg Novi, Montenegro